# Castelorizo
Castelorizo (em grego:  Καστελλόριζο, oficialmente Μεγίστη (Megísti ou Meyísti) é uma pequena ilha da Grécia, localizada no Mar Egeu a apenas 3 km da costa da Turquia, especificamente da cidade costeira de Kaş. O nome provém, segundo algumas fontes, do italiano castello rosso (castelo vermelho).

## Geografia
Castelorizo é a segunda mais oriental ilha grega, apenas ultrapassada pela pequena Strongili. Tem 6 km de comprimento e 3 km de largura, com área de 9,2 km². Tem forma triangular, e está orientada NE-SW. A ilha tem três cabos: Agios Stefanos (norte), Nifti (este) e Pounenti (sudoeste). 

## História

### Idade Antiga
As escavações arqueológicas revelaram uma ocupação humana da ilha desde o Neolítico. A Civilização Micénica construiu aí grandes muros dos quais ainda restam vestígios. Por volta do século IV a.C. a ilha emitia a sua própria moeda representando a cabeça coroada de louros de Dioniso numa face e na outra o Megisteon. Porém, tal moeda não circulou senão na ilha de Rodes mostrando o aumento progressivo da influência de Rodes. Deste período destacam-se os restos encontrados em 1913 na meseta de Agios Georgios, 22 túmulos e um sarcófago em cujo interior se encontrou uma coroa de ouro decorada com folhas de videira e que constitui uma das peças mais importantes do Museu Arqueológico de Atenas. Estes túmulos datam do século IV a.C. Outro túmulo da mesma época foi encontrado no ilhéu vizinho de Ros. Até 146 a.C., data da chegada dos romanos, Castelorizo formou parte da Antiga Grécia.

### Idade Média
Sob o domínio bizantino a ilha toma o nome de Castelorizo. Em 1306 é conquistada pelos cavaleiros da Ordem de São João de Jerusalém e integrada nas posses de Rodas e Dodecaneso, sendo utilizada como lugar de exílio e de detenção. Com a retoma da ilha em 1440 pela frota do sultão mameluco do Egito, Castelorizo será tomada em 1450 para a Coroa de Aragão pelo almirante Bernardo I de Vilamari. Depois, sucessivamente, pelo Reino de Nápoles em 1470, pelos otomanos em 1480, de novo pelo Reino de Nápoles em 1498, e por Espanha em 1512.

### Idade Moderna

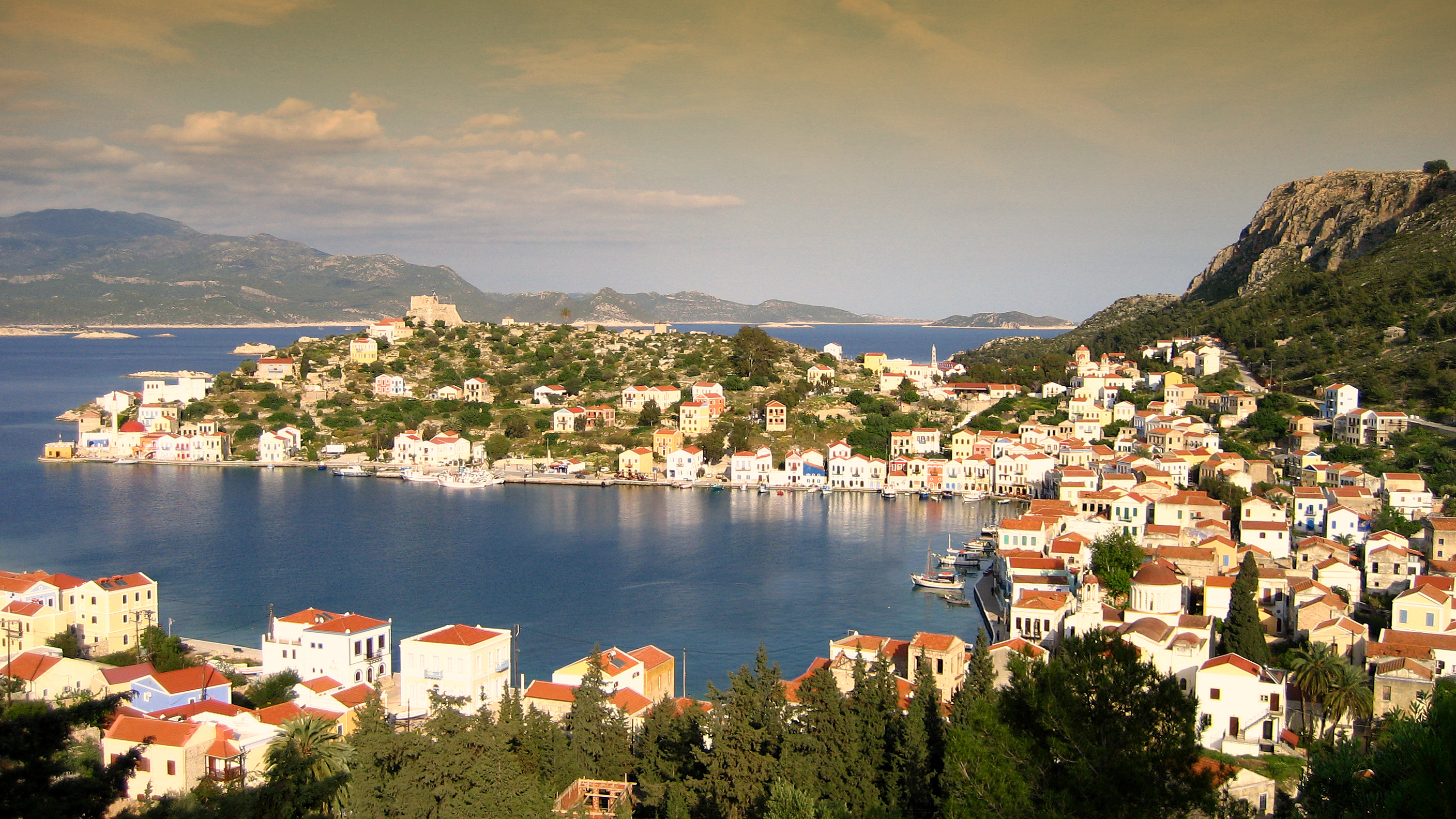
Panorama de Castelorizo

Em 1635 a República de Veneza toma posse da ilha, que é rebaptizada Castellorosso por deformação do nome original. Castelorizo é reconquistada pelo Império Otomano em 1686.

### Idade Contemporânea
A partir de 1821 Castelorizo foi administrada pela Grécia durante a Guerra de Independência da Grécia, mas foi recuperada pelo Império Otomano em 1833. Entre 1913 e 1915 Castelorizo consegue a autonomia. Entre 14 de dezembro de 1915 e 21 de agosto de 1920 a ilha foi ocupada pela França. A Turquia, em represália, bombardeou regularmente a ilha e destruiu o navio HMS Ben-my-Chree em 1917. De 21 de agosto de 1920 a meados de 1944 foi ocupada pela Itália, que a integrou nas suas posses do Dodecaneso em 11 de julho de 1922 sob o nome de Castelrosso. Durante a década de 1930 foi uma escala importante para os aviões da Alitalia e da Air France. Desde meados de 1944 a 22 de março de 1945 foi ocupada pelo Reino Unido após a capitulação italiana frente aos aliados. Durante essa ocupação a explosão de um depósito de gasolina provocou um incêndio que arrasou a ilha e destruiu metade das casas.
Em 22 de março de 1945 Castelorizo é integrada oficialmente na Grécia.
A população permanente da ilha, estimada em 15000 habitantes em 1900, reduziu-se para cerca de 250 pessoas na actualidade. A maioria dos seus habitantes emigrou para a Austrália, onde são conhecidos com a alcunha de Kazzies, para os Estados Unidos, para França, principalmente para a região de Marselha e para o Brasil, especificamente para Ilha de Santa Catarina conhecida por Florianópolis. Actualmente Castelorizo é cada vez mais visitada por turistas em busca de uma ilha isolada e que querem ver os locais de filmagem do filme Mediterrâneo de Gabriele Salvatores, que recebeu o Oscar de melhor filme estrangeiro em 1991.